# آتتیشی
آتتیشی (به فرانسوی: Attichy) یک کمون در فرانسه است که در canton of Attichy واقع شده‌است. آتتیشی ۱۴٫۷۴ کیلومتر مربع مساحت دارد ۴۷ متر بالاتر از سطح دریا واقع شده‌است.